# Hoya narcissiflora
Hoya narcissiflora ist eine Pflanzenart der Gattung der Wachsblumen (Hoya) aus der Unterfamilie der Seidenpflanzengewächse (Asclepiadoideae).

## Merkmale
Hoya narcissiformis ist eine zunächst strauchartige, später epiphytische, an Bäumen kletternde Pflanze, auch von Ästen hängend. Die Triebe sind dünn, etwa 2 bis 2,5 mm im Durchmesser; sie verholzen im Alter. Die Internodien sind sehr unterschiedlich lang, zwischen 0,5 und 10 cm. Frische Triebe sind grün, ältere Triebe graugrün. Die Blätter sind gestielt, die Stiele sind 0,5 bis 1 cm lang und messen 1,5 bis 2 mm im Durchmesser. Sie sind hellgrün und haben auf der Oberseite eine Längsgrube. Die Blattspreiten sind länglich-elliptisch bis länglich mit zumindest mittig fast parallel verlaufenden Rändern, und dünn. Sie sind 5 bis 12 lang und 2 bis 4 cm breit. Die Basis ist keilförmig ohne Colleter (Drüsen), der Apex spitz oder zipfelig ausgezogen. Die Oberseite ist grün bis dunkelgrün, die Unterseite ist etwas heller. Generell sind frische Blätter heller grün als ältere Blätter. Die Blattnervatur besteht aus einer Mittelrippe, die auf der Unterseite durch eine hellere Färbung hervortritt, auf der Oberseite dagegen wenig deutlich ist. Je vier bis fünf Sekundärrippen zweigen im ± 45°-Winkel von der Mittelrippe ab. Alle vegetativen Teile scheiden bei Verletzung einen weißen Milchsaft aus.
Der doldenförmige Blütenstand besteht aus 5 bis 10 Blüten, die Oberseite ist konvex gewölbt. Die graugrüne, kahle Blütenstandsstiel steht aufrecht mit einer Rachis die nach untern gebogen ist. Er ist 4 bis 6 cm lang mit einem Durchmesser von 1,5 bis 2 mm. Die Blütenstiele sind 2,5 cm lang und messen 1 mm im Durchmesser. Sie sind sehr hellgrün und kahl. Die Kelchblätter sind basal nicht verwachsen, dreieckig bis eiförmig mit einer gerundeten Spitze. Sie sind 1 bis 1,2 mm lang und 0,8 bis 1 mm breit cremefarben-weiß oder hellgrün und kahl. An der Basis von jedem Kelchblatt sitzt ein Colleter (Drüse).
Die weiße oder blass-gelbe Blütenkrone ist sehr flach glockenförmig und in der Außenlinie fast rund. Sie hat einen Durchmesser von 10 bis 14 mm im Durchmesser. Die Kronblattzipfel sind daher breit-dreieckig mit leicht ausgezogener Spitze, 6 bis 9 mm breit und 3,5 bis 5 mm lang. Auf der Oberseite verläuft eine Längsgrube zur Spitze von jedem Kronblattzipfel. Auf der Unterseite ist ein Längsrücken entwickelt. Sie sind außen kahl, innen unter der Nebenkrone ist die Blütenkrone flaumig behaart. Die weiße bis gelblich-weiße Nebenkrone misst 6 bis 7 mm im Durchmesser und ist 5,0 bis 5,5 mm hoch. Die Zipfel stehen aufrecht, von oben betrachtet bzw. im Querschnitt sind sie rund bis eiförmig. Der äußere Fortsatz ist konkav mit einer ausgezogenen Spitze. Der innere Fortsatz ist zugespitzt. Die Blüten duften nur schwach und produzieren sichtbar Nektar bereits nach dem zweiten Tag. In Kultur bleiben sie 4 bis 5 Tage offen.
Die Pollinia sind elliptisch-länglich, 500 bis 550 μm und 100 bis 150 μm breit; sie werden zur Basis hin etwas schmaler. Der Apex ist gerundet, der höchste Punkt ist etwas zur Außenseite hin verlagert. Ein steriler und durchsichtiger Rand (ohne Pollen) verläuft auf der Außenseite bis knapp unter den Apex. Das Corpusculum ist elliptisch, 50 bis 60 lang und 25 bis 30 μm breit mit einer Spitze am oberen Ende. Die Caudiculae (Translatorarme) sind fast rechteckig im Querschnitt, 90 bis 100 μm lang und 20 bis 25 μm im Durchmesser. Sie sind an der Basis verdreht.
Früchte und Samen sind nicht bekannt.

## Ähnliche Arten
Hoya narcissiflora unterscheidet sich von Hoya devogelii, Hoya gildingii, Hoya jiewhoeana, Hoya nuttiana und Hoya phyllura durch die kahle Blütenkrone; in den genannten Arten ist die Blütenkrone flaumig behaart. Bei Hoya danumensis sind die Zipfel der Nebenkrone breiter, höher und fast flach ausgebreitet.

## Geographische Verbreitung und Habitat
Die Art ist bisher nur von der Typuslokalität nahe Sanggau in West Kalimantan (Insel Borneo, Indonesien) bekannt. Sie wächst dort in einem Regenwald von etwa 100 bis 300 m über Meereshöhe.

## Taxonomie
Hoya narcissiflora wurde von Sri Rahayu und Michele Rodda 2017 erstmals beschrieben. Der Holotypus wurde an einem Hang eines Flusses in einem primären Regenwald nahe bei Sanggau in 100 bis 300 m über Meereshöhe von Mr. Maskuran im Februar 2014 gesammelt und im Bogor Botanic Gardens kultiviert. Der Holotyp wird im Herbarium des Research Centre for Biology in Cibinong, Indonesien aufbewahrt (Sri Rahayu JQ705). Ein Isotyp wurde im Kebun Raya Bogor in Bogor, Indonesien deponiert. Der Artname leitet sich von der Ähnlichkeit mit den Blüten in Form und Farbe der Narzisse ab.